# Кебрен
Кебре́н (грец. Kebren) — у давньогрецькій міфології річковий бог, батько Енони, першої дружини Паріса.
Кебрен — однойменна річка, названа на честь бога Кебрена, протікала поблизу Трої.